# Djemai Family
Pour les articles homonymes, voir Djemaï.
Djemaï Family est une série télévisée algérienne créée par Djaffar Gacem diffusée en simultané du 30 août 2008 au 30 août 2011 sur la télévision algérienne.
Les deux premières saisons ont remporté un énorme succès en Algérie et au Maghreb.

## Synopsis

### Saison 1
Djemaï Family raconte le quotidien d′une famille algérienne avec des histoires fraîches et simples, traitant avec originalité les problèmes et défis de la société algérienne contemporaine dans un concept comique.

### Saison 2
De nouveaux décors, comme le petit café du quartier, le nouveau cabinet médical de Sarah sont à relever, conduisant de la sorte à d′autres situations que les Djemaï doivent vivre.  
Cependant, cette saison est marquée par un développement plus poussé en ce qui concerne la personnalité et les caractères des personnages principaux, ainsi que l′introduction de quelques personnages.
Après le décès de l′irremplaçable actrice Khalti Doudja; le staff de la sitcom ont décidé de la remplacer par « Khalti Boualem » la tante maternelle de Meriem incarnée par Farida Karim.
Le café du quartier animé par le brillant Kamel Bouakkaz, dans le rôle d'Azzouz, sera témoin des aventures des Djemai. Les thèmes et les histoires sont très variés avec des intrigues plus inventives et créatives. 
Pour exemple: Imaginez Clint Eastwood chez les Djemaï, un Chinois est engagé par Pedro pour flasher Arezki..., Djemei vivra le temps d′une journée dans la peau d′un Moudjahed et participera à sa façon à la lutte pour l′indépendance. Toute l′équipe de SD-BOX s'est efforcée d′apporter de la gaieté et de l′imagination à travers la nouvelle version de Djemei Family

### Saison 3
La saison 3 a été tournée essentiellement à l′extérieur, ainsi que dans plusieurs endroits tels que la Salle El-Mouggar, l'Hôtel Safir, à Sidi Yahia, la Forêt Bouchaouï.
Comme à l’accoutumée, sa diffusion avec le premier jour du mois de Ramadan[pas clair] ; toutefois à l’instar de ses prédécesseurs elle vire plutôt au drame qu’au sketch. 
On notera aussi plusieurs clins d'œil et références à des séries blockbuster tel que Tamara, monstre vert qui les aide afin d’obtenir la main de la demi-sœur d’el Jamal (Shrek), 3adracula et le Compte Namouss (moustique en jargon algérien), référence au célèbre personnage de Dracula imaginé par l’écrivain irlandais Bram Stoker.
On notera aussi un clin d’œil à la série Prison Break baptisée Prison Bourek à l'occasion, l'inspecteur Fahem quant à lui fait référence au célèbre inspecteur de police habillé en parka et fumant le cigare, Columbo ; il traquera Djemai tout au long de la saison pour le vol d’un milliard et 322 millions et 550 DA. 
Dr Hawass ou Djamai portant une blouse blanche et muni d’une canne diagnostique à l’aide de sa fille médecin différents cas dans un hôpital (Dr House) faisant ainsi battre le cœur de consœur demoiselle Louisa Kordy (Lisa Cuddy).
On notera aussi un remarquable hommage au cinéma algérien avec Dar el Sbitar (adapté du romain La Grande Maison[pas clair] de l’écrivain Mohamed Dib) et Omar Gatlatou El Rojla. 
Une référence à la saga Fast and Furious, quand le fils ainé utilise la voiture de son père pour faire un rodéo nocturne dans les rues de la capitale Alger.    
La série débute par l’invitation du Sebti de la famille Djamai pour la circoncision de son fils Za3tar né durant la saison 1, sur le chemin, la famille Djemai pique-nique au bord d’une route de compagne quand une course poursuite se déclare. Les malfaiteurs finissent par jeter leur butin emballé dans un sac de poubelle pendant que le fils cadet de la famille,Samy, se débarrasse des restes de leur déjeuné ; ainsi commence leur périple qui durera jusqu’au dernier épisode.

## Distribution

### Acteurs principaux
- Salah Aougrout : Djemaï
- Samira Sahraoui : Meriem
- Bouchra Okbi : Sarah
- Mohamed Bouchaïb : Rezki/Aristote
- Azzeddine Bouchaïb : Samy
- Wissam Boualem : Wissam
- Othmane Ben Daoud : Badreddine/Pedro

### Acteurs récurrents
- Doudja Abdoun : Khoukha (Saison 1)
- Farida Karim : Khalti Boualem (Saison 2, 3)
- Kawther El Bardi : Sakina (Saison 1, 2)
- Blaha Ben Ziane : Kadda (Saison 1, 2 et 3)
- Kamel Bouakkaz : Azzouz (Saison 2)
- Mustapha Himoune : Lakhdar (Saison 3)
- Hakim Zelloum : Maamar (Saison 1, 2) puis L'inspecteur Fahem (Saison 3)

## Fiche technique
- Titre original : عائلة جمعي
- Titre français : Djemaï Family
- Réalisation : Djaffar Gacem
- Scénario : Djaffar Gacem et Oussama Benhassine
- Dialogues : Mohamed Charchal
- Chorégraphie : Réda Kerbouzi
- Son : Pierre Henry et Mohammed Réda Bellazougui
- Directeur artistique : Fella Kacem
- Décors : Zina Cherif
- Costumes : Meriem Meftahi
- Photographie : Frederic Derrien
- Montage : Fatah Baàdje
- Musique : Mustapha Messaoudi, Mourad Guechoud et KG2
- Production : Djaffar Gacem et Sid Ahmed Guenaouï
- Sociétés de production : SD-BOX
- Sociétés de distribution : Télévision algérienne
- Pays d'origine :  Algérie
- Langues originales : arabe et quelque mots en kabyle
- Format : couleurs – 2,35:1 – 35 mm, cinéma numérique — son Dolby Digital
- Genre : sitcom
- Durée : 23 minutes
- Première diffusion : 30 août 2008
- Classifications :
  - Tous publics

## Épisodes

### Saison 1
1. La cigarette
2. Défense de fumer
3. Le voleur
4. La famille douar
5. Sans électricité part. 1
6. Sans électricité part. 2
7. Le clochard
8. La sœur de Djemaï part. 1
9. La sœur de Djemaï part. 2
10. Pigeon voyageur
11. Les fiançailles de Sara
12. Djemai fait le ménage
13. Les fiançailles de Sakina
14. Nouveau Taxi
15. Khoukha parle !!! part. 1
16. Khoukha parle !!! part. 2
17. Family indienne
18. Les rêves de Sakina

### Saison 2
1. Le mariage de Sakina avec Pedro
2. Dans la peau d'un Moudjahid
3. Azzouz laisse sa cafétéria à Djemaï
4. Khalti Boualem rejoint la famille Djemai
5. La maison de Djemaï est coupé en deux par Khalti Boualem
6. La famille Djemaï volée
7. Djemaï va passer le BAC
8. Un chinois va formater Arezki
9. Nour & Mouhanned
10. Sisi, la souris blanche
11. Clint Eastwood chez Djemai
12. Meriem la Chanteuse
13. Arezki aux élections municipales
14. El Mawled ennabaoui echarif
15. La famille Djemaï, 20 ans après (Part. 1)
16. La famille Djemaï, 20 ans après (Part. 2)